# 李晶玉
李晶玉（1968年10月19日—），臺灣新聞主播及主持人，籍貫江西省，夫婿彭文正為通緝犯，夫妻二人曾主持過壹電視新聞台政論節目《正晶限時批》與民視新聞台政論節目《政經看民視》，現擔任網路政論節目《政經關不了》主持人、《今天遇見你》主持人。

## 學歷
- 台北市立中山女中
- 國立中央大學英美語文學系
- 美國舊金山州立大學傳播研究所碩士

## 經歷
- 舊金山太平洋電視台（英语：KFSF-DT）主播
- TVBS記者、主播、製作人
- 中天新聞台主播、國際事務總監、主播組組長
- 三立新聞台主播、製作人
- 壹電視新聞台當家主播，主持
- 民視新聞台主持人
- 政經傳媒《政經關不了》主持人
- 優視頻道《今天遇見你》主持人

## 生平
- 外省第二代、籍貫江西省。碩士畢業後，曾在美國加州舊金山太平洋電視台（英语：KFSF-DT）（KPST-TV）播報晚間新聞，1996年回到台灣，曾先後在TVBS、中天新聞台擔任主播。
- 2005年起，李晶玉擔任好消息衛星電視台人物訪談節目《真情部落格》主持人。2007年6月11日起加入三立新聞台，播報《三立晚間新聞》，與TVBS時期的同事陳雅琳並為三立電視當家主播。
- 2010年3月3日，播報完《台灣大頭條》晚間新聞後，李晶玉離開三立電視。並開始投入製作好消息衛星電視台的《百年傳教士》系列專題。同年年底，李晶玉加入壹電視，成為《晚間新聞》主播，並成為壹電視開台元老。
- 2011年12月14日，李晶玉與丈夫彭文正被台北佳音教會同時按立為長老[1]。
- 2014年8月4日起，與其夫彭文正共同主持壹電視新聞台晚間政論節目《正晶限時批》，初期節目收視率不佳，甚至只有0.05上下，後因2014九合一大選及慈濟事件在網路上引發討論聲量，進而帶動收視率成長。
- 2015年3月16日晚間，李晶玉與丈夫宣布一同辭去《正晶限時批》的主持工作，同時發表聲明指辭職主因為：節目遭到封口、對慈濟基金會運作，以及與對內湖保護區反慈濟開發事件的不滿[2]。2015年4月5日，在與壹電視董事長練台生面談後，正式對外宣布和同為主持人的丈夫彭文正回鍋，隔日下午確定進棚錄影，節目名稱不變。
- 2016年7月31日，於壹電視主持的《正晶限時批》停播，同年8月22日，偕同原班人馬與其夫彭文正，共同主持民視政論節目《政經看民視》。
- 2019年4月22日，《政经看民视》遭民视腰斩。随后原班人马在YouTube开播新节目《政经关不了》，2019年5月1日开播。[3]
- 2022年6月26日，矽谷生命河靈糧堂劉彤牧師於旗下媒體優視傳媒宣布將於2022年底前，與李晶玉合作推出《今天遇見你》訪談節目。

## 家庭
- 父親為前資策會副執行長李偉，來自上海，8歲到台灣；母親為河北人。
- 外公為當年空軍帶著補給先來到台灣；外婆為四川人，當年帶著一群孤兒來到台灣。
- 2003年7月19日，李晶玉與曾任台視新聞主播的國立台灣大學新聞研究所副教授彭文正結婚。
- 2004年間懷第一胎，在2005年1月10日產一女。
- 2006年李晶玉懷第二胎，但因妊娠性低血壓因素辭去中天新聞台主播和相關職務，2006年11月7日，李晶玉於美國產下一男。
- 李晶玉高齡43歲懷上第三胎，2012年12月31日上午9點5分剖腹生產女兒彭少霓，重2,740公克。

## 爭議

### 反對多元成家
- 2013年10月18日下午三點，守護幸福家庭行動聯盟發起基督徒藝人團體藝起發光活動，包含宋逸民、宋達民洪百榕、李晶玉彭文正（後來僅有彭文正出席）、黃國倫、寇乃馨、以及洪敬堯夫婦等，拜會中國國民黨立法委員賴士葆等人，表達反對同性婚姻合法與多元成家草案的意見。
- 李晶玉曾在好消息衛星電視台人物訪談節目《真情部落格》邀請台灣走出埃及輔導協會祕書長厲真妮上節目暢談反同理念[4]。

### 「台灣邪教橫行」
- 2015年3月14日，正晶限時批因標題「台灣邪教橫行」，遭民眾向NCC檢舉並發函請該節目說明[5]。節目主持人隨後以德國薩克森邦政府文化廳的邪教評量表來解釋如何辨識邪教[6][7]。然蔡正元抨擊，夫婦倆自稱基督徒，卻拿著德國基督教的量尺公然汚衊慈濟，已背離基督徒應有之良善[8]。
- 2015年3月20日，李晶玉夫婦受訪表示，NCC確實有要求他們解釋對慈濟的下標「台灣邪教橫行」，但他認為他並沒有說錯，台灣確實是邪教橫行，而且「我還可以說三遍」[9]。

### 赴美生子風波
- 2016年3月23日，刑事局偵破一起貴婦跨國詐領健保費案，代辦中心安排孕婦到美國剖腹生產，再以「病因性剖腹」名義，回台後申請保險，不法獲利超過3千萬，涉案人士不乏許多高知識分子，《周刊王》爆出警方約談的第二波名單中，洪曉蕾、李晶玉夫婦等人都在名單內[10]。對此李晶玉在臉書上駁斥，表示10年前懷孕時曾出現各種不適症狀，甚至還在播報新聞時出現嚴重低血壓幾乎休克，她決定聽從醫生的建議遠離壓力，赴美休息待產，卻因突發狀況提前緊急剖腹生產，竟被如此抹黑，認為《周刊王》李姓記者報導不實，憤而提告。2017年10月26日台北地檢署認為李姓記者有查證，給予不起訴處分 [11][12]。然而二審認為，刑事局掌握的可疑名單並無李晶玉，也未將她列為下波約談對象，而且她也沒有曾以在美國分娩為由，申請核退健保醫療費，周刊王報導內容與事實不符，警方並未向記者表示李晶玉涉案，且當時李晶玉身在國外，記者未向李晶玉查證，記者雖稱出刊前有傳簡訊給李，但李否認有收到，法院認定周刊王未盡合理查證義務[13]。
- 前國民黨立委蔡正元當時在臉書上批評李晶玉、彭文正兩人，「愛台灣不離口、拜台獨不離手，但專程去生美國人，拒絕生台灣人，心思令人疑竇。」認為兩人結合美國特殊醫療診所弄單據回台灣「詐健保」。隔天再將文章貼到LINE群組分享。彭文正與李晶玉憤而依加重誹謗罪嫌提自訴，認為蔡正元毀損兩人名譽。蔡正元在法庭上否認犯罪，指稱引用媒體報導加以評論，且彭文正也在LINE群組中，若有意見可以直接反應，但彭從未回應，並加碼酸兩人還替月子中心打廣告，擺明是要拉台灣人去做美國人[14][15]。2018年4月17日士林地方法院下午4點宣判，認為蔡正元陳述具公益關聯性，且引用新聞報導加以評論，並非刻意虛偽捏造，判蔡無罪[16][17]。不過本案上訴到高等法院遭到逆轉，變成蔡正元需要賠償彭文正、李晶玉夫婦20萬元且公開道歉，最高法院今（1日）也駁回蔡正元上訴，全案定讞。[18]
- 2018年12月5日，李晶玉不滿華視新聞網編輯夏浩文引用「周刊王」與「壹週刊」內容報導她因A健保成警方下波約談對象，怒向華視與夏男連帶求償200萬元名譽損失並要求登報道歉。案經台北地院審結，今判決駁回，可上訴。二審法官審理後認定，夏浩文引述周刊王及壹週刊的報導內容，未進一步查明報導內容是否屬實，以及李晶玉是否涉案等，夏男未盡合理查證義務；這篇報導，侵害李晶玉名譽，使她受有精神上痛苦，華視公司為夏男的僱用人，華視及夏男應連帶賠償李晶玉20萬元慰撫金。此外，法官認為報導經華視新聞網站登載後，已對李晶玉產生負面評價，因此也判刊登道歉聲明於華視新聞網站1日，以回復李晶玉名譽[19][20]。

## 主持作品

### 曾播報或主持的節目
| 年份                        | 頻道             | 節目                  | 備註                                           |
| 1996年─2001年               | TVBS-N           | 《整點新聞》          | 主播                                           |
| 時間待查                    | TVBS             | 《無線夜報 世界新聞》 | 主播兼製作人                                   |
| 2001年─2004年               | 中天新聞台       | 《中天晚間新聞》      | 主播兼製作人                                   |
| 2004年1月3日─2007年3月      | 中天新聞台       | 《中天午間新聞》      | 主播兼製作人                                   |
| 2003年                      | 人間衛視         | 《與大師心靈對話》    | 主持人（與中天電視合製，與釋星雲對談，共16集） |
| 2005年11月9日─2015年3月     | 好消息衛星電視台 | 《真情》              | 主持人                                         |
| 2009年8月14日               | 三立都會台       | 《想要有個家》        | 主持人（八八水災賑災特別節目）                 |
| 2007年6月11日─2010年3月3日  | 三立新聞台       | 《三立晚間新聞》      | 主播兼製作人                                   |
| 2007年6月11日─2010年3月3日  | 三立新聞台       | 《1800新聞網》        | 主播兼製作人                                   |
| 2007年6月11日─2010年3月3日  | 三立新聞台       | 《1900台灣大頭條》    | 主播兼製作人                                   |
| 2012年2月20日─2014年8月1日  | 壹新聞           | 《晚間新聞》          | 主播                                           |
| 2010年7月30日─2012年        | 壹新聞           | 《就是要問》          | 主持人                                         |
| 待查                        | 壹新聞           | 《影響力100》         | 主持人                                         |
| 2014年8月4日─2015年3月16日  | 壹新聞           | 《正晶限時批》        | 主持人                                         |
| 2015年4月6日─2016年7月31日  | 壹新聞           | 《正晶限時批》        | 主持人兼製作人                                 |
| 2016年8月22日─2019年4月22日 | 民視新聞台       | 《政經看民視》        | 主持人                                         |

## 演出作品

### 電視劇
- 2019年《我們與惡的距離》李晶玉飾演政論節目主持人

## 得獎紀錄

### 電視金鐘獎
| 年份   | 獲提名         | 獎項                          | 結果 |
| ------ | -------------- | ----------------------------- | ---- |
| 2012年 | 《真情部落格》 | 第47屆金鐘獎 綜合節目主持人獎 | 提名 |
| 2014年 | 《真情部落格》 | 第49屆金鐘獎 綜合節目主持人獎 | 提名 |

## 外部連結
- 李晶玉的Facebook專頁
- 李晶玉主播的新浪微博